# Flandern-Rundfahrt 1975
Die Flandern-Rundfahrt 1975 war die 59. Austragung der Flandern-Rundfahrt, eines eintägigen Straßenradrennens. Es wurde am 6. April 1975 über eine Distanz von 255 km ausgetragen.
Das Rennen wurde von Eddy Merckx vor Frans Verbeeck und Marc Demeyer gewonnen.

## Teilnehmende Mannschaften
| Profi-Radsportteams (15)- Molteni-RYC - Maes Pils-Watney - Carpenter-Confortluxe-Flandria - Bianchi-Campagnolo - Gitane-Campagnolo - Alsaver-Jeunet-de Gribaldy - Super Ser - Brooklyn - Rokado - IJsboerke-Colner - Peugeot-BP-Michelin - Filotex - Scic - Gero-Verwarming-Jaga-Hasselt - Frisol-G.B.C. |
| |

## Ergebnis
|    | Fahrer                 | Team                       | Zeit       |
| -- | ---------------------- | -------------------------- | ---------- |
| 1  | Eddy Merckx            | Molteni-RYC                | 6h 16' 00" |
| 2  | Frans Verbeeck         | Maes-Watneys               | + 13"      |
| 3  | Marc Demeyer           | Flandria-Velda             | + 5'02"    |
| 4  | Walter Planckaert      | Maes-Watneys               | + 5'08"    |
| 5  | Rik Van Linden         | Bianchi-Campagnolo         | gl. Zeit   |
| 6  | Gerben Karstens        | Gitane-Campagnolo          | gl. Zeit   |
| 7  | Gustaaf Van Roosbroeck | Alsaver-Jeunet-de Gribaldy | gl. Zeit   |
| 8  | Freddy Maertens        | Flandria-Velda             | gl. Zeit   |
| 9  | Roger Rosiers          | Super-Ser                  | gl. Zeit   |
| 10 | Willem Peeters         | Maes-Watneys               | gl. Zeit   |